# Styrax rigidifolius
Styrax rigidifolius är en storaxväxtart som beskrevs av Idrobo och R. E. Schult. Styrax rigidifolius ingår i släktet Styrax och familjen storaxväxter. Inga underarter finns listade i Catalogue of Life.